# Huon Bay
Die Huon Bay ist eine rund 13 km breite Bucht im Grahamland auf der Antarktischen Halbinsel. Sie liegt zwischen Kap Ducorps und Kap Legoupil auf der Nordseite der Trinity-Halbinsel. 
Teilnehmer der französischen Antarktisexpedition (1837–1840) unter der Leitung von Jules Dumont d’Urville hatten ein irrtümlich in diesem Gebiet lokalisiertes Kap nach Felix Huon de Kermadec (1813–1891) benannt, einem Teilnehmer an der Forschungsreise. Vermessungsarbeiten des Falkland Islands Dependencies Survey im Jahr 1946 ergaben, dass das Kap nicht existiert, weshalb der Name auf die Bucht übertragen wurde. 